# Cristian Montecinos
Cristian Antonio Montecinos González (Talca, 19 dicembre 1970) è un ex calciatore cileno, di ruolo attaccante.

## Palmarès

### Club

#### Competizioni nazionali
- Coppa del Cile: 1

Unión Española: 1992
- Primera B: 1

Rangers de Talca: 1988
- Campionato colombiano: 1

Atlético Junior: 1995